# Mitromorpha amphibolos
Mitromorpha amphibolos é uma espécie de gastrópode do gênero Mitromorpha, pertencente a família Mitromorphidae.